# Mémorial du génocide de Gahanga
Le mémorial du génocide de Gahanga est un site commémoratif situé à Gahanga, dans le district de Kicukiro, au sud-est de Kigali, au Rwanda. Il est dédié à la mémoire des victimes du Génocide de 1994 perpétré contre les Tutsi au Rwanda.

## Emplacement

### Localisation
Le mémorial se trouve à Gahanga, dans la partie sud-est de la ville de Kigali, dans le district de Kicukiro. Il accueille les restes de plusieurs milliers de victimes issues de Gahanga et des localités environnantes.

### Contexte
| \| 150 km1:3 445 000 \| Kibuye Gisenyi Bisesero Ntarama Kigali Nyamata Murambi Rusiga |
| 150 km1:3 445 000                                                                     |

| Mémoriaux du génocide des Tutsis au Rwanda |
| (2018) Année d'inauguration                |

Le Mémorial du Génocide de Gahanga fait partie d'un ensemble de nombreux sites commémoratifs, tombes communes présents sur le territoire du Rwanda et en dehors, liés au génocide de 1994.
Quelques sites commémoratifs font partie du patrimoine mondial de l'UNESCO.

Communes du Rwanda en 1994

## Histoire
Le mémorial de Gahanga a été érigé en hommage aux Tutsi massacrés à Gahanga et dans ses environs au cours du génocide de 1994. De nombreux habitants y avaient cherché refuge, espérant trouver protection dans des écoles, églises ou chez des voisins. Cependant, le 10 avril 1994, des attaques coordonnées ont visé les rescapés, causant la mort de milliers de personnes. Le site a progressivement été aménagé pour recueillir et honorer la mémoire des victimes.
Au fil des années, de nouvelles fosses communes ont été découvertes à proximité du mémorial, soulignant la persistance des efforts pour retrouver et donner une sépulture digne à toutes les victimes.

## Particularités
Le mémorial comprend des fosses communes, un monument commémoratif et un espace aménagé pour la tenue des cérémonies annuelles de commémoration (Kwibuka). Les noms des victimes identifiées sont inscrits sur des plaques commémoratives. Le site accueille chaque année les familles, survivants et officiels lors des commémorations nationales.
Le mémorial de Gahanga joue également un rôle dans la sensibilisation et l’éducation des jeunes générations sur l’histoire du génocide et la nécessité de lutter contre le négationnisme.